# Dodenmars (muziekstuk)

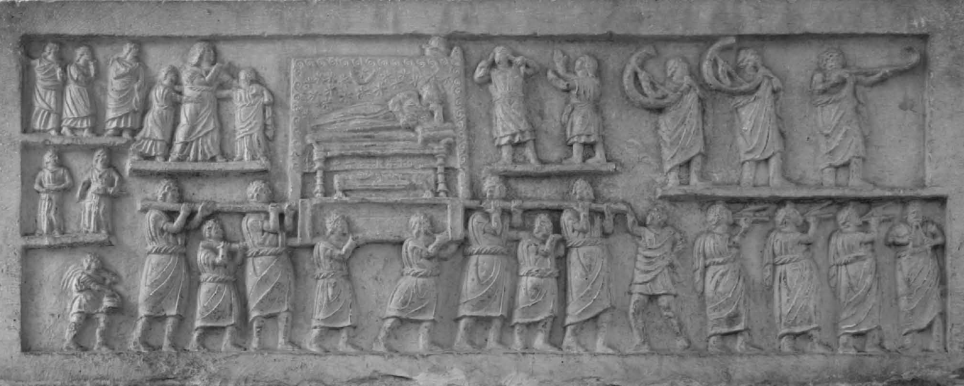
Reliëf van een Romeinse begrafenisprocessie uit Amiternum, Italië

Een dodenmars, een begrafenismars of treurmars is een klassieke mars bedoeld om te spelen bij begrafenissen of rouwplechtigheden, alhoewel hij ook vaak uitgevoerd wordt als een los muziekstuk. Het komt voor dat een dodenmars een onderdeel is in een groter werk zoals een sonate of symfonie. Een bekende dodenmars is het derde deel van Chopins Pianosonate Nr. 2 Opus 35.

## Vorm
Een dodenmars staat bijna altijd in de mineurtoonsoort en heeft meestal een ABA-vorm, waarbij het middelste gedeelte (trio) in majeur staat. De vorm verschilt niet veel van de gewone mars. Over het algemeen staat een dodenmars in 2/4 maat. In de meeste gevallen heeft een dodenmars een ritme met gepuncteerde motieven, om het marcheren met de kist te ondersteunen met een passende impuls, of om deze beweging muzikaal te schilderen.

## Geschiedenis

### Oudheid
Al eeuwenlang wordt er muziek gemaakt bij de dood of de begrafenis. De Kelten hadden bijvoorbeeld treurzangen om de dood. Het bekende Griekse Seikiloslied, het oudst bekende voorbeeld van genoteerde muziek, is een grafschrift voor Seikilos' vrouw. Op Griekse begrafenissen werden ook klaagzangen gezongen. Over Romeinse begrafenismuziek is in vergelijking met de Griekse niet veel bekend. Er zijn bijvoorbeeld geen overgeleverde stukken genoteerde muziek, of theoretische boeken over muziek. Wel zijn er bronnen die aangeven dat er muziek was op o.a. Romeinse begrafenissen, zoals een reliëf uit Amiternum laat zien. In het leger werden nieuwe instrumenten ontworpen om bij het marcheren de soldaten te imiteren, wat de soldaten van de vijand angst zou moeten inboezemen. Later werden deze instrumenten ook voor andere militaire handelingen gebruikt, waaronder begrafenissen. Bij particuliere begrafenissen leidden gehuurde muzikanten marcherend de begrafenisstoet, en waarschuwden de toeschouwers dat er een begrafenisstoet op komst was. De instrumentengroep liep uiteen; bij een rijk iemand een voltallig orkest, een arm iemand moest het doen met bijvoorbeeld twee fluiten.

### Middeleeuwen
In de middeleeuwen kwamen er met de opkomst van het christendom ook nieuwe begrafenisrituelen. De dodenmis bijvoorbeeld, die op verschillende dagen gezongen werd in de kerk. De (instrumentale) muziek bij de processie raakte in onbruik. In plaats van muziek werden bellen gebruikt om de begrafenisstoet aan te kondigen Er werd wel gedanst, poëzie gemaakt en muziek gemaakt naar oude gebruiken, maar dit was geen marsmuziek. Wel werd er een In paradisum gezongen bij het dragen van de kist.

### Renaissance
In de renaissance begon, net als andere gebruiken, het oude gebruik van marsmuziek bij de processie weer geleidelijk terug te komen. Componisten begonnen te componeren op teksten uit de Latijnse requiemmis. De mis werd nu ook af en toe gebruikt bij een begrafenis, samen met het In paradisum. Ook andere werken werden gezongen tijdens het lopen, zoals Thomas Morley's The Service for the Burial of the Dead.

### Barok
Rond 1650 ontstonden de eerste composities die daadwerkelijk dodenmars zijn getiteld. In de barok was marsmuziek niet het populairst, maar toch werd er wel instrumentale muziek gemaakt bij begrafenissen. In de late barok en het vroege klassieke tijdperk kreeg de mars, door opera's en danssuites, een belangrijkere rol. Een bekend voorbeeld is Dead March uit Händels Saul of Purcells March uit de Music for the Funeral of Queen Mary.

### Klassiek tijdperk
In het klassiek tijdperk, toen componisten zoals Haydn en Mozart de klassieke muziek geen koffiemuziek meer maakten, was de dodenmars een minder goed 'instrument' dan bijvoorbeeld de symfonie. Ondanks dat schreven Mozart en Haydn beiden toch dodenmarsen, of stukken met het karakter van een dodenmars. Componisten maakten de dodenmars tot een los werk, los van processies of een mis. Toch werd hij ook nog steeds gebruikt bij een processie. Ook nog steeds werd een begrafenismars gecomponeerd voor een processie, zoals Paisiellos Marche funèbre pour le Général Hoche, voor de dood van een van Napoleon Bonapartes generaals, Lazare Hoche.

### Romantiek
De dodenmars was perfect voor de idealen van de romantiek,{{(perfect?)}} en het genre was in deze tijd dan ook erg populair. Delen van symfonieën zijn soms een dodenmars, het tweede deel van Beethovens derde symfonie is hiervan een voorbeeld. Symfonieën van Bruckner en Mahler hebben het karakter van een dodenmars. Het eerste deel van de eerste symfonie van Mahler is bijvoorbeeld een dodenmars op het bekende Vader Jacob; het eerste deel van zijn vijfde symfonie is getiteld Trauermarsch (Duits voor treurmars). Zijn eerste compositie was een polka met een dodenmars. Bruckner heeft niet specifiek een dodenmars gecomponeerd in zijn symfonieën, maar veel hebben wel het karakter ervan. Het tweede deel van zijn zevende symfonie is bijvoorbeeld geschreven met de verwachting dat Wagner zou sterven. Chopin schreef zijn bekende Marche funèbre. Liszt en Wagner hielden er van met als hoogtepunt Wagners dodenmars uit Götterdämmerung en Liszt symfonisch gedicht: Heroïde funèbre.

## Bekende dodenmarsen
- March, sounded before her chariot uit Music for the Funeral of Queen Mary – Henry Purcell
- Maurerische Trauermusik K.477/479a – Wolfgang Amadeus Mozart
- Symfonie No. 3, deel 2 – Ludwig van Beethoven
- Marcia funebre - sulla morte d'un Eroe, deel 3 uit Pianosonate Op. 26 – Ludwig van Beethoven
- Marche funèbre, deel 3 uit Pianosonate No. 2 Op. 35 – Frédéric Chopin
- Marche funèbre, Op.72 no. 2 – Frédéric Chopin
- Marcia funebre, sulla morte d'un Pappagallo – Charles-Valentin Alkan
- Symphonie voor solo piano, Op. 39, no. 5. – Charles-Valentin Alkan
- Trauermarsch beim Tode Siegfrieds – Richard Wagner
- Marche funèbre d'une marionnette – Charles Gounod
- Trauervorspiel und Trauermarsch, S.206 – Franz Liszt
- Heroïde funèbre, S102 – Franz Liszt
- Album voor de jeugd Op. 39, deel 7 Begrafenis van de pop – Pjotr Iljitsj Tsjaikovski
- Symfonie no. 5, deel 1 – Gustav Mahler
- Funeral March for Abraham Lincoln – John Gross Barnard